# Gara Londra Paddington
Gara Paddington, cunoscută și sub numele de Gara Londra Paddington, este o gară feroviară terminus și stație pentru London Underground din Londra, amplasată pe Praed Street în zona Paddington. Această gară este punctul terminus al trenurilor oferite de compania Great Western Railway și de companiile succesoare ale acesteia încă din 1838. Gara a fost proiectată de Isambard Kingdom Brunel, iar o mare parte din gara actuală datează din 1854.
Paddington este punctul terminus londonez al Magistralei Great Western, operată astăzi de către Great Western Railway, care oferă majoritatea serviciilor de transport regionale și pentru navetiști spre vestul Londrei și regiunii Thames Valley, precum și trenuri intercity pe distanțe lungi trenurile spre sud-vestul Angliei și sudul Țării Galilor. Este, de asemenea, punctul terminus pentru trenurile Heathrow Express și TfL Rail către și de la Aeroportul Heathrow. Aceasta este una din cele 19 gări în Marea Britanie administrate direct de către Network Rail. Gara este situată în zona tarifară londoneză 1 și are două stații de metrou, deservite de liniile Bakerloo, Circle, District și Hammersmith & City.
Gara a fost mereu una principală pentru pasageri și mărfuri, în special lapte și colete. Îmbunătățiri majore au avut loc în 1870, 1910 și 1960, fiecare încercând să adăuge mai multe peroane și să mărească spațiul, dar în același timp să păstreze serviciile existente și arhitectura originală cât mai mult posibil. Paddington fost prima dată deservită de metrou în 1863, ca punctul terminus de vest al liniei originale Metropolitan, prima cale ferată subterană din lume. În secolul al XX-lea, au apărut servicii suburbane și de navetiști, o dată cu expansiunea urbană spre vestul Londrei. În ciuda numeroaselor îmbunătățiri și lucrări de refacere și a daunelor suferite, în special în timpul celui de-al doilea Război Mondial, proiectul original al lui Brunel este încă ușor de recunoscut.

## Localizare

Localizarea gării pe hartă.

Gara se află în zona tarifară londoneză 1. Pe lângă stațiile de metrou din Paddington, stația Lancaster Gate de pe linia Central se află la scurtă distanță la sud. Un pic mai departe spre sud se află parcurile Hyde Park și Kensington Gardens. Mai multe autobuze, inclusiv 23 și 205, opresc la gară.

## Istorie

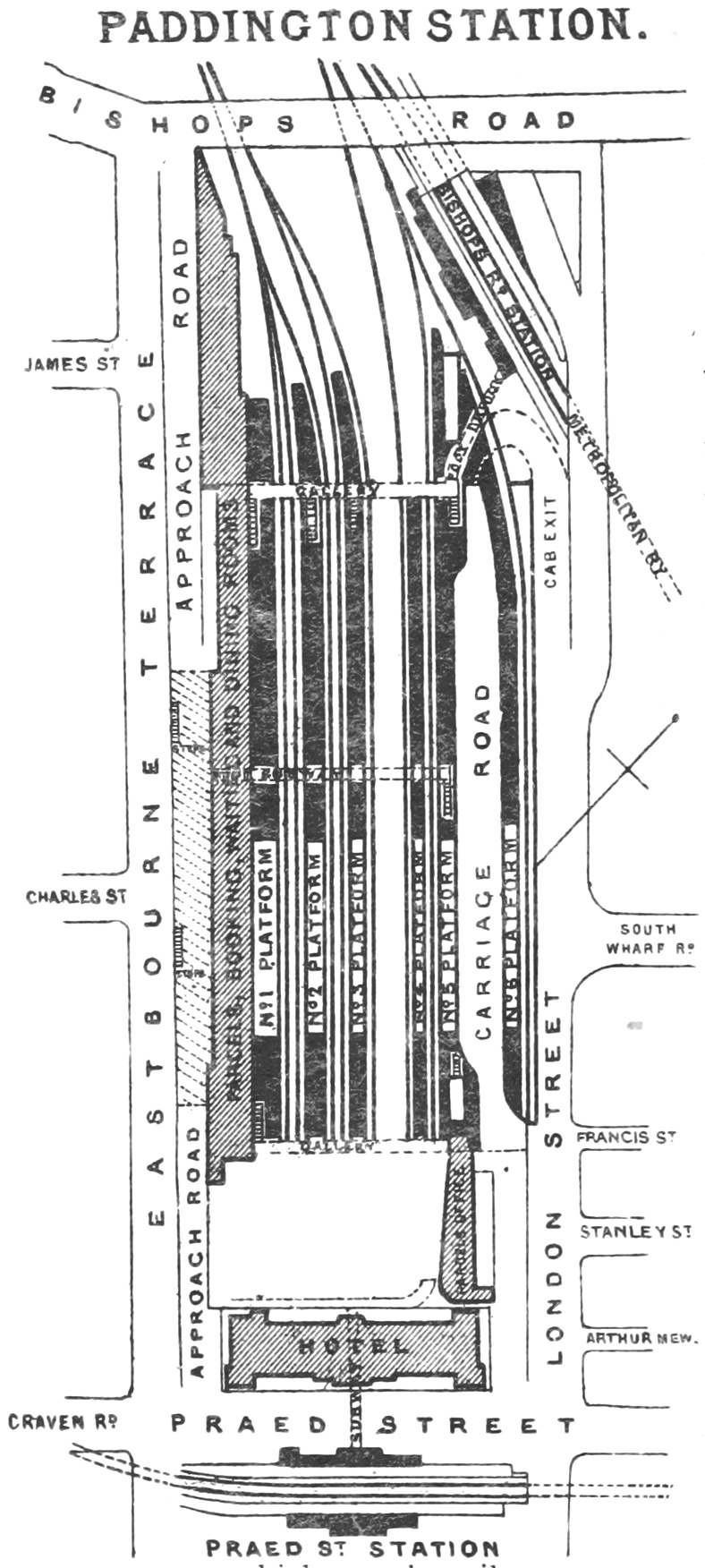
Diagrama gării Paddington în 1888

Gara National Rail este numită oficial Londra Paddington, un nume frecvent utilizat în afara Londrei, dar rar folosit de londonezi, care spun doar Paddington, ca pe harta metroului din Londra. Aceeași practică se aplică tuturor gărilor terminus din Londra, cu excepția London Bridge. Părți din gară, inclusiv principalele depouri, datează din 1854, când au fost construite de Isambard Kingdom Brunel ca punctul terminus pentru Great Western Railway (GWR). Această gară este una dintre cele nouăsprezece gări gestionate de Network Rail.

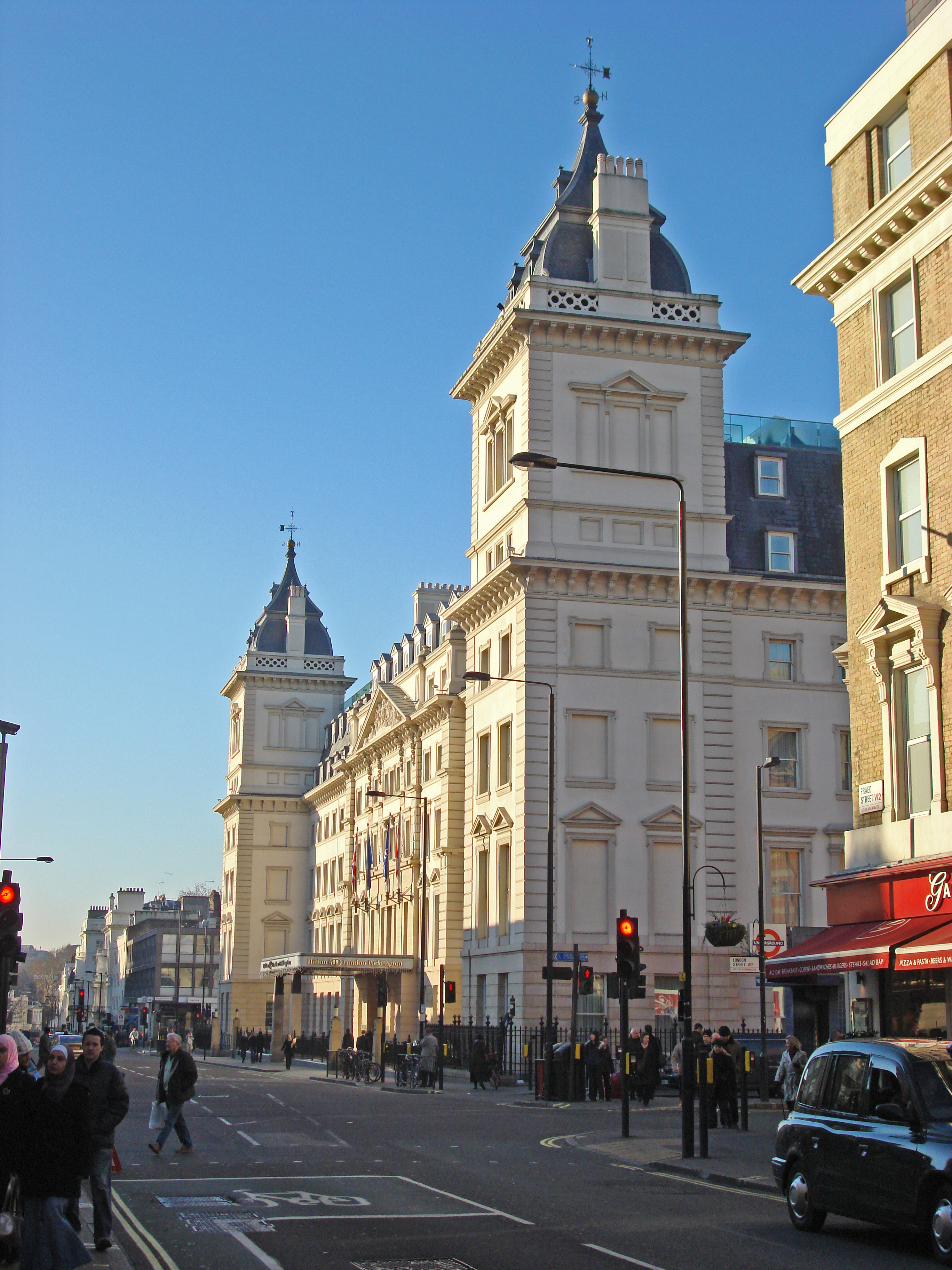
Fațada de pe Praed Street a Great Western Hotel (acum Hilton London Paddington)

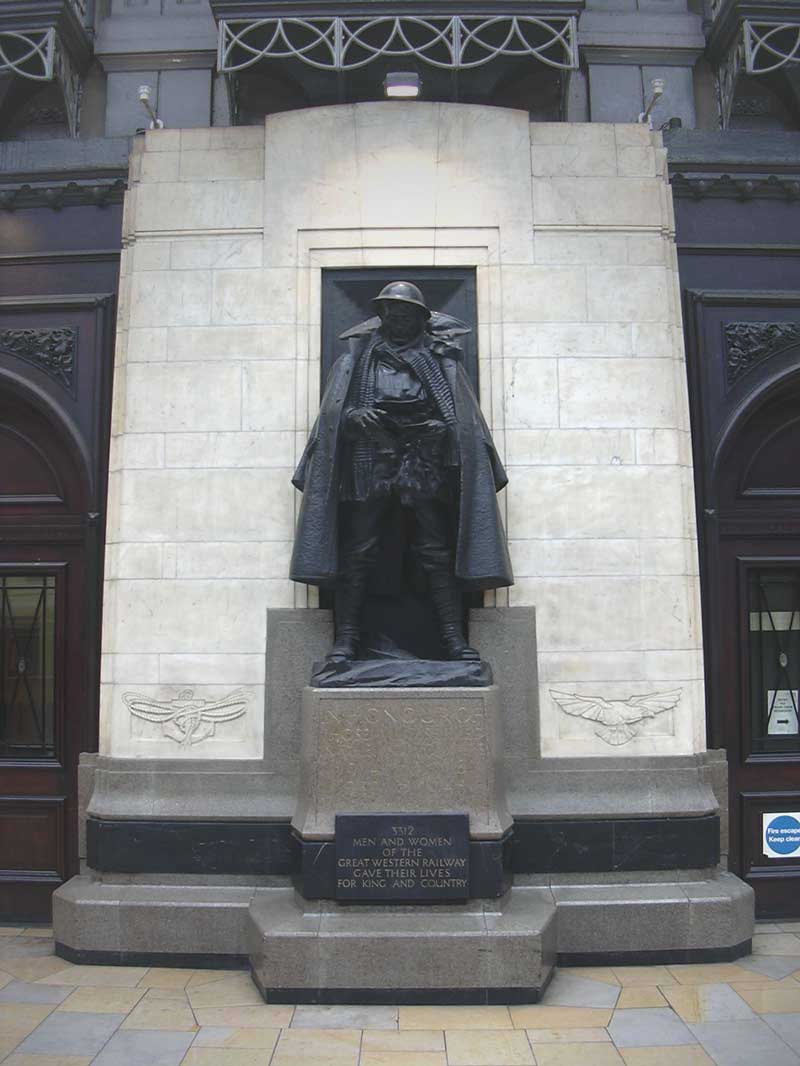
Monumentul GWR

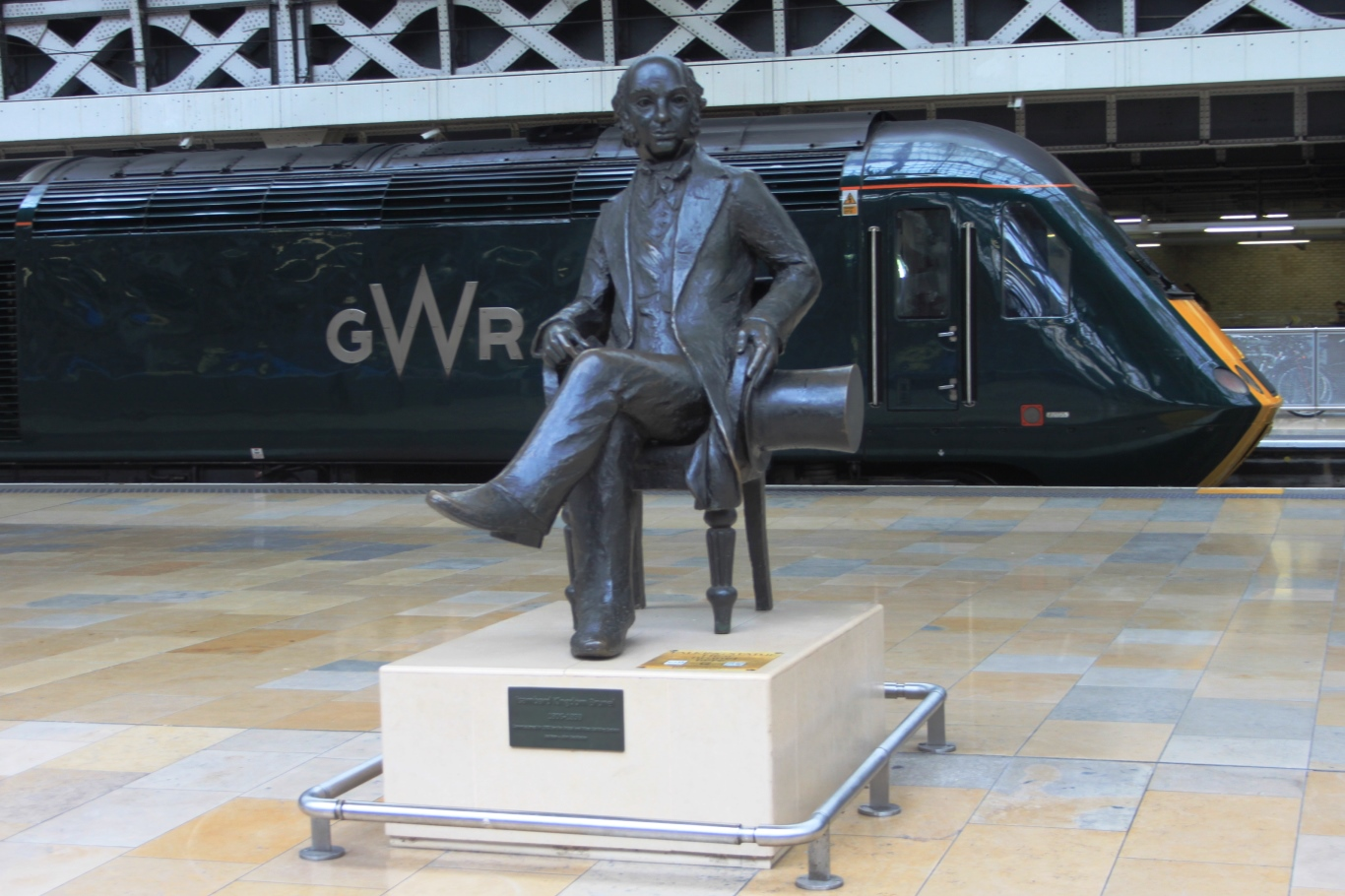
Statuia lui Isambard Kingdom Brunel

## Referințe culturale

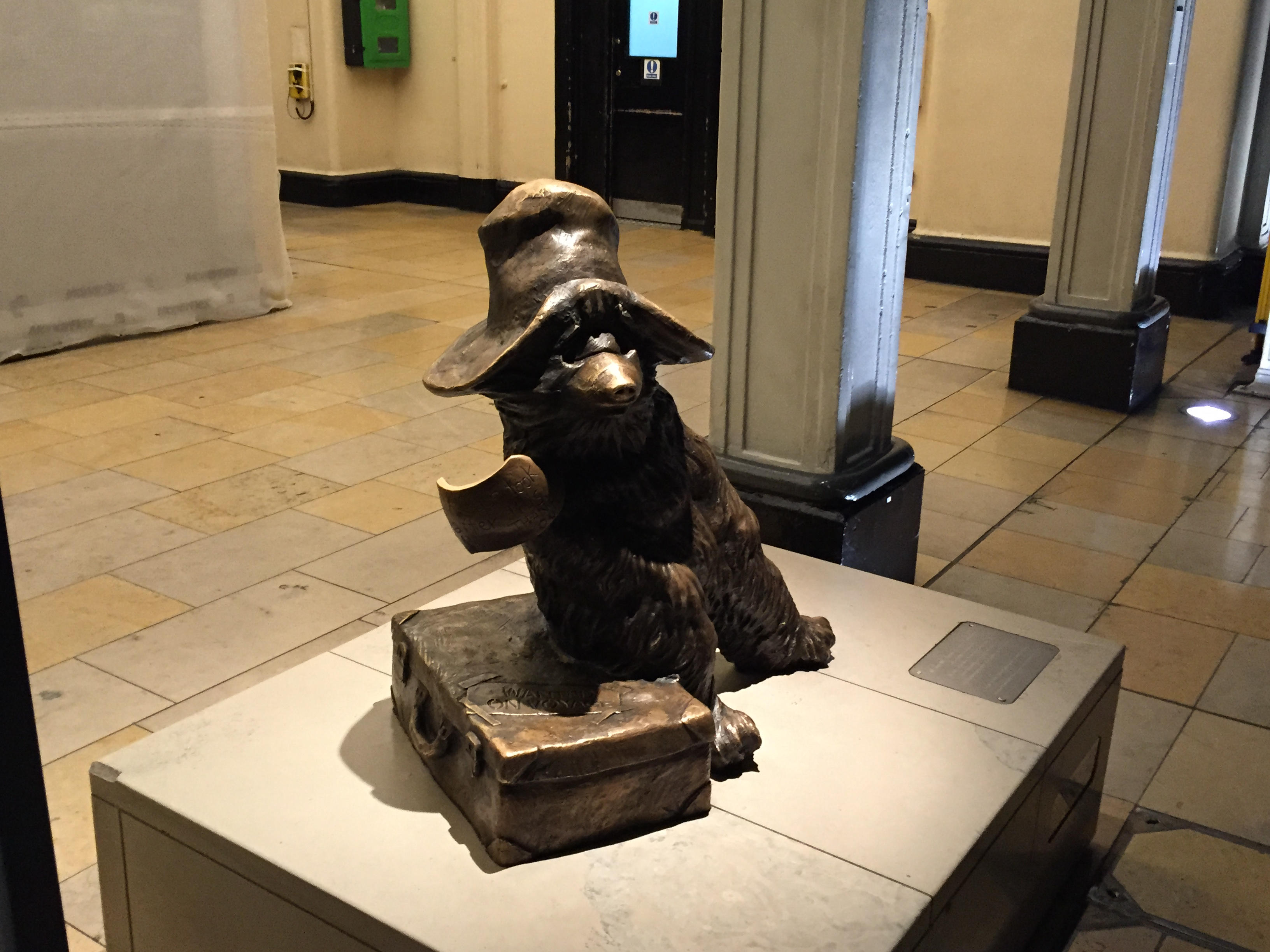
Statuia ursulețului Paddington

## Galerie

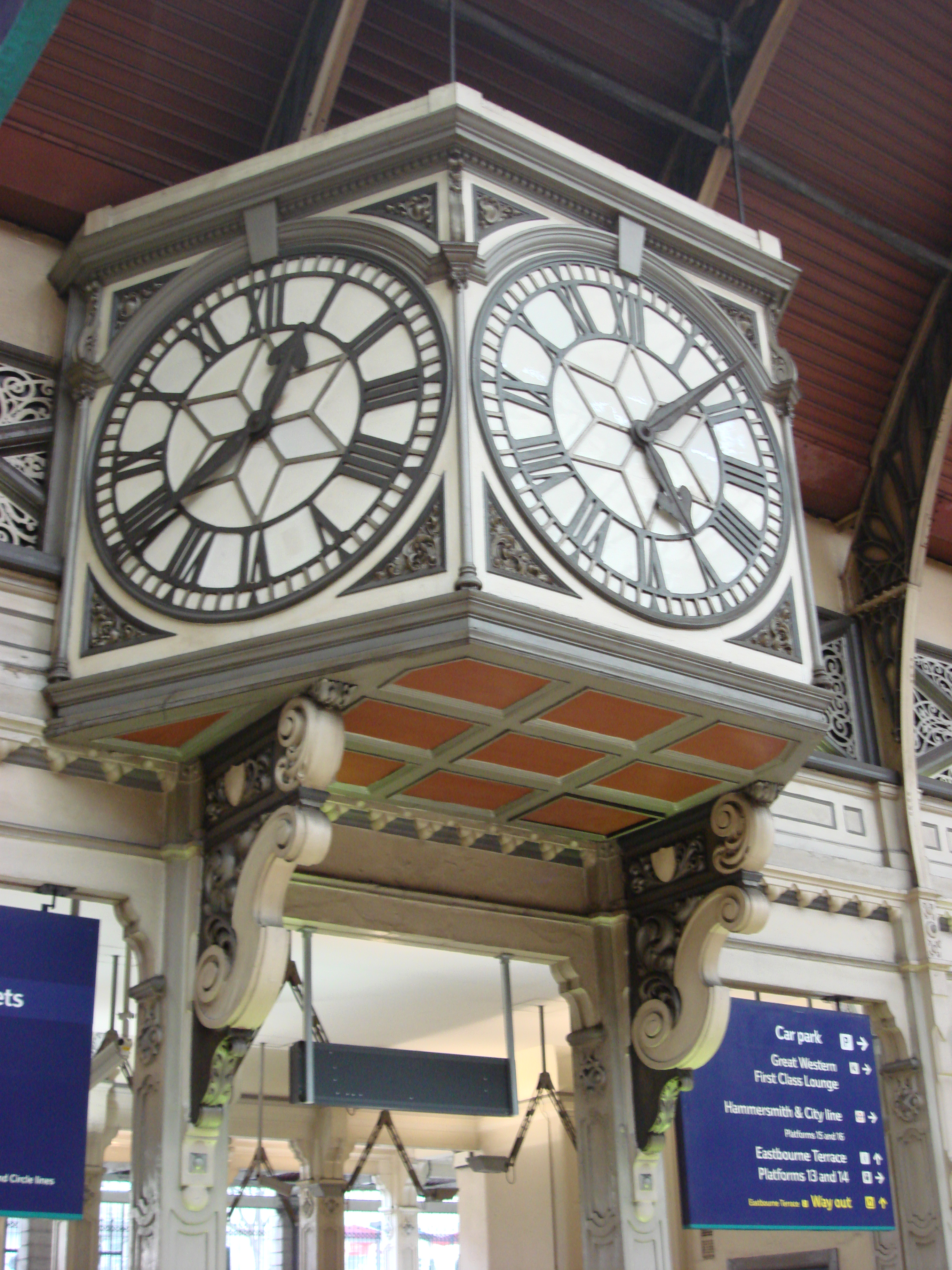
Ceasul gării
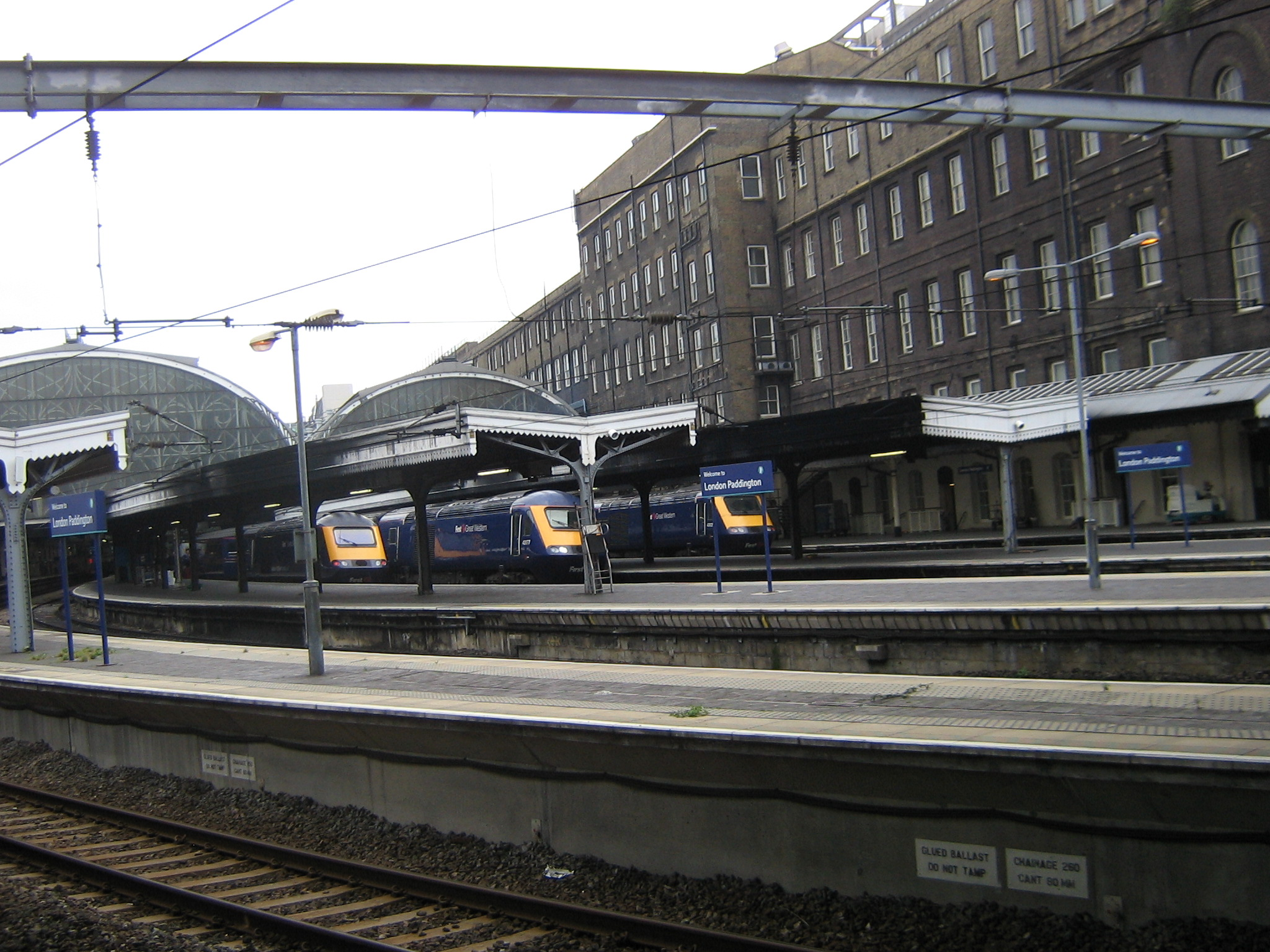
Peroanele 1, 2 și 3 cu trenuri First Great Western spre vestul Angliei și Țara Galilor
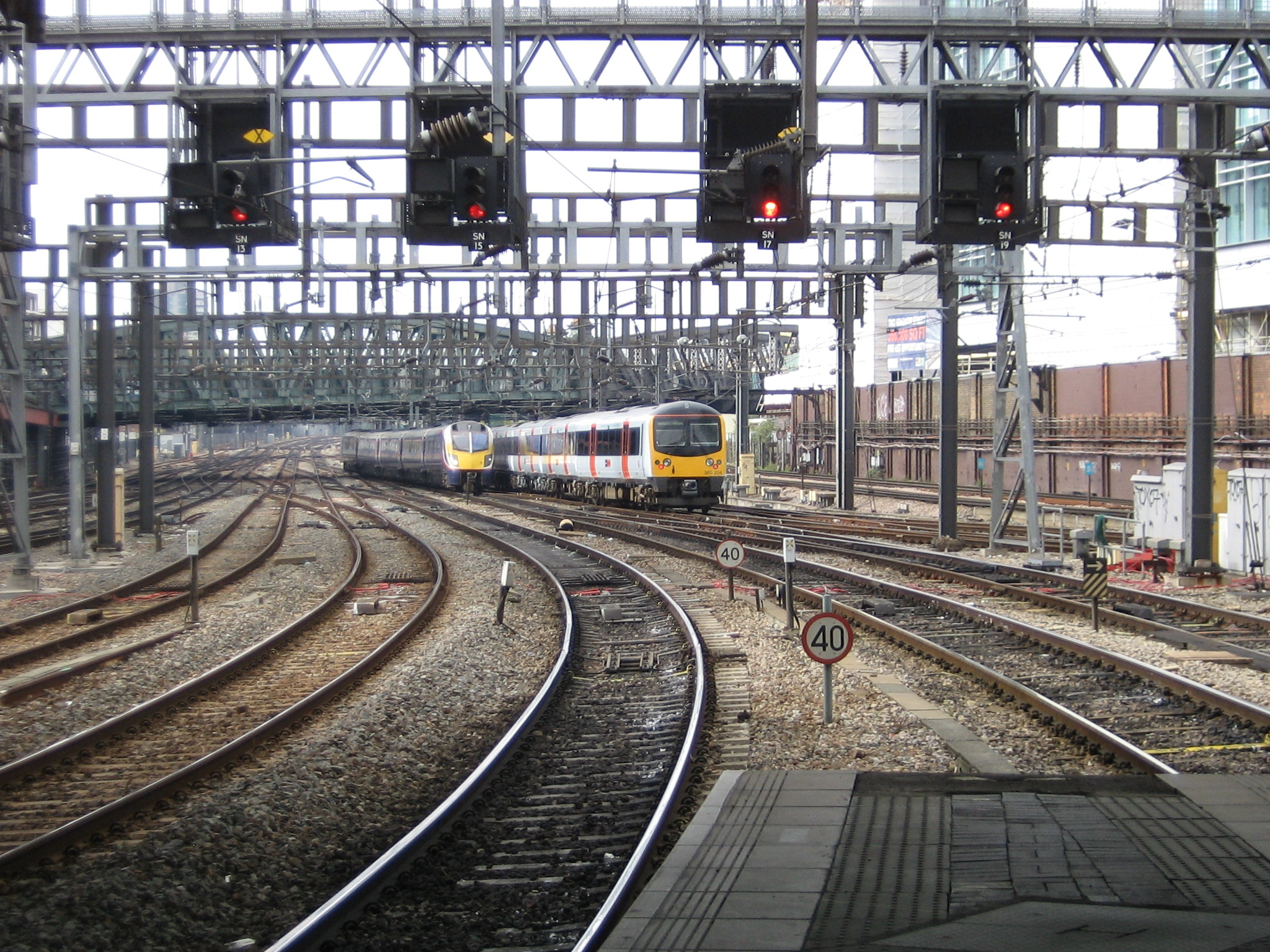
Trenuri First Great Western și Heathrow Connect la intrarea în Paddington.
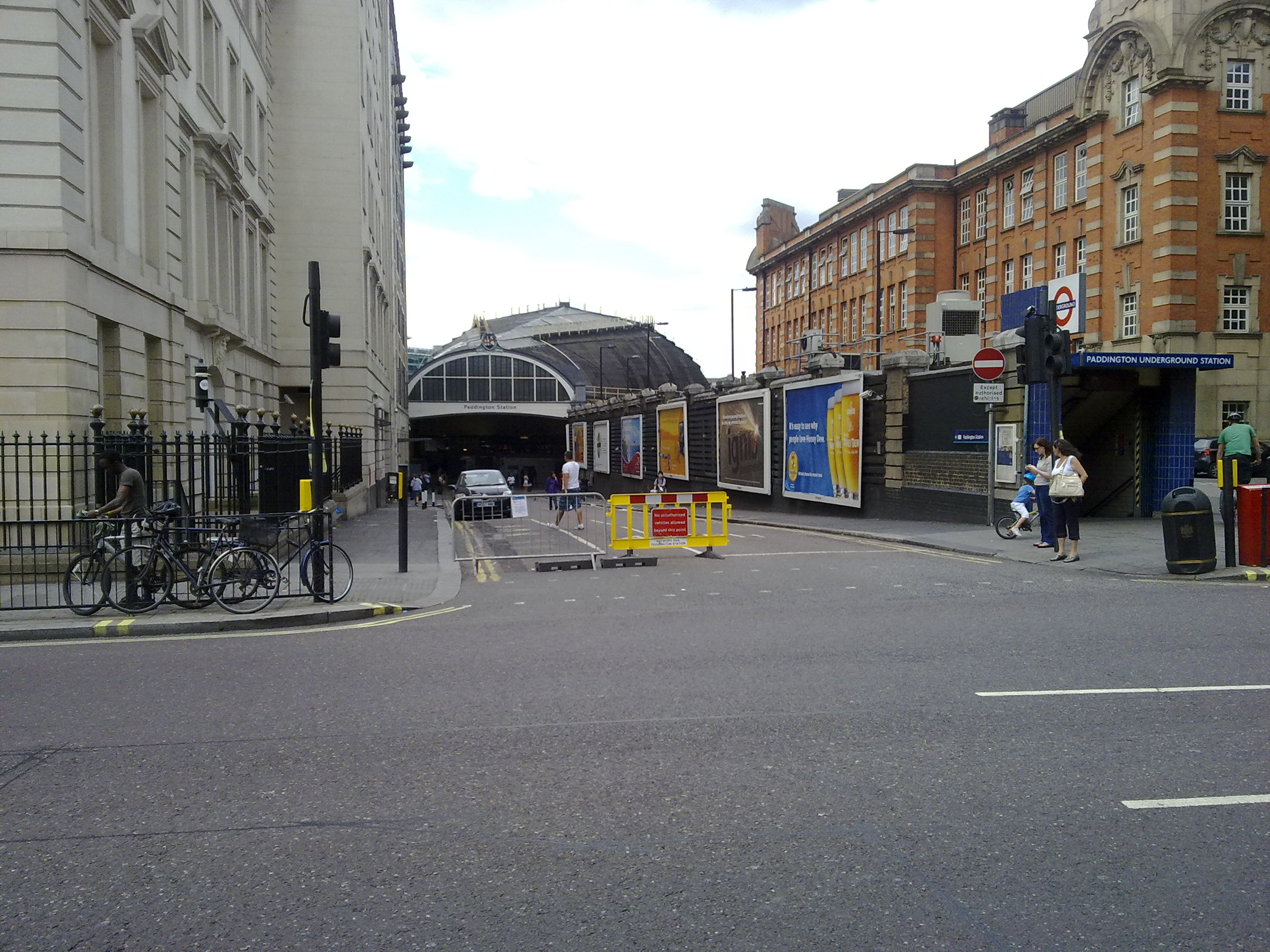
Intrarea de pe London Street
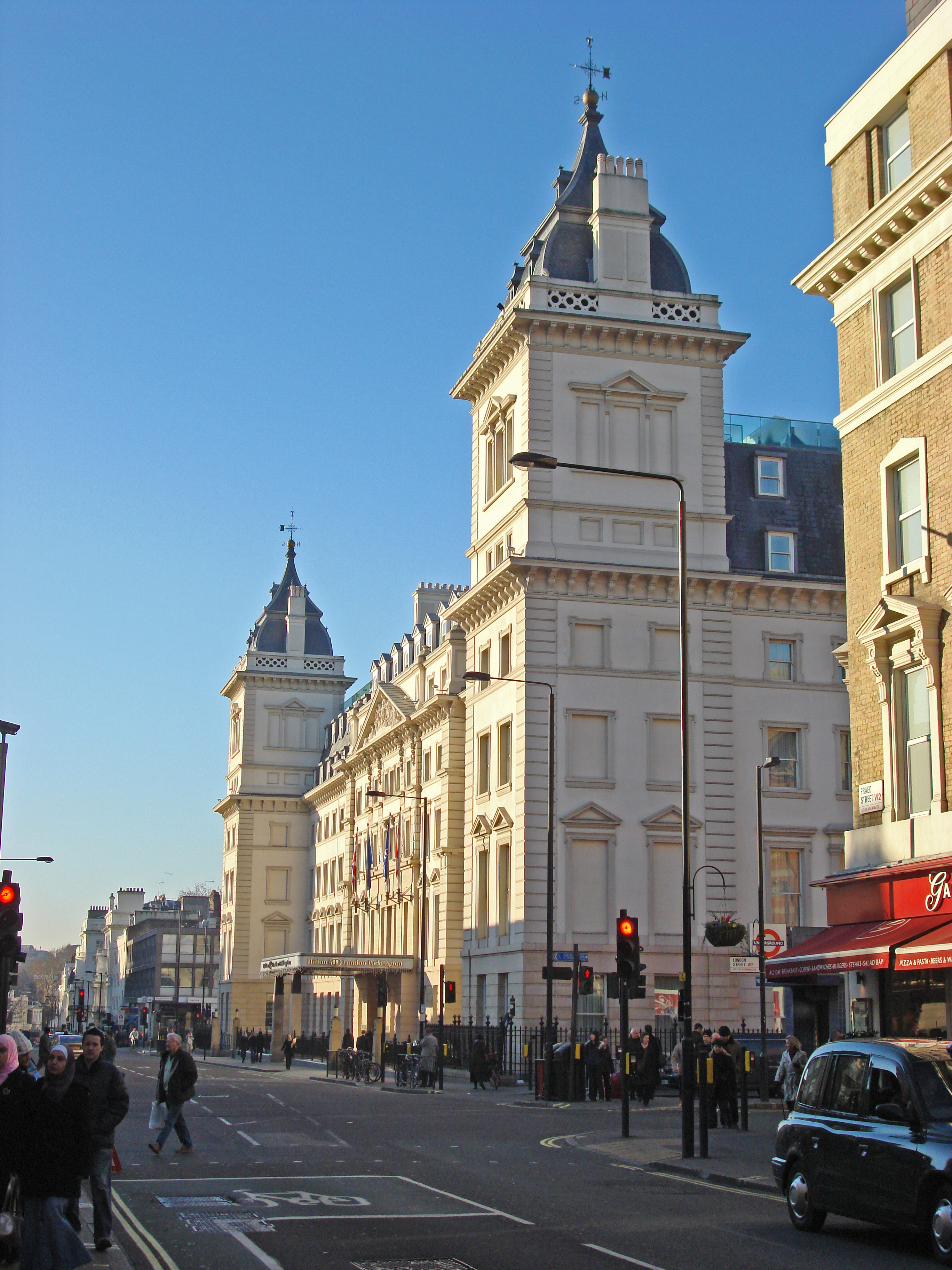
Hilton London Paddington
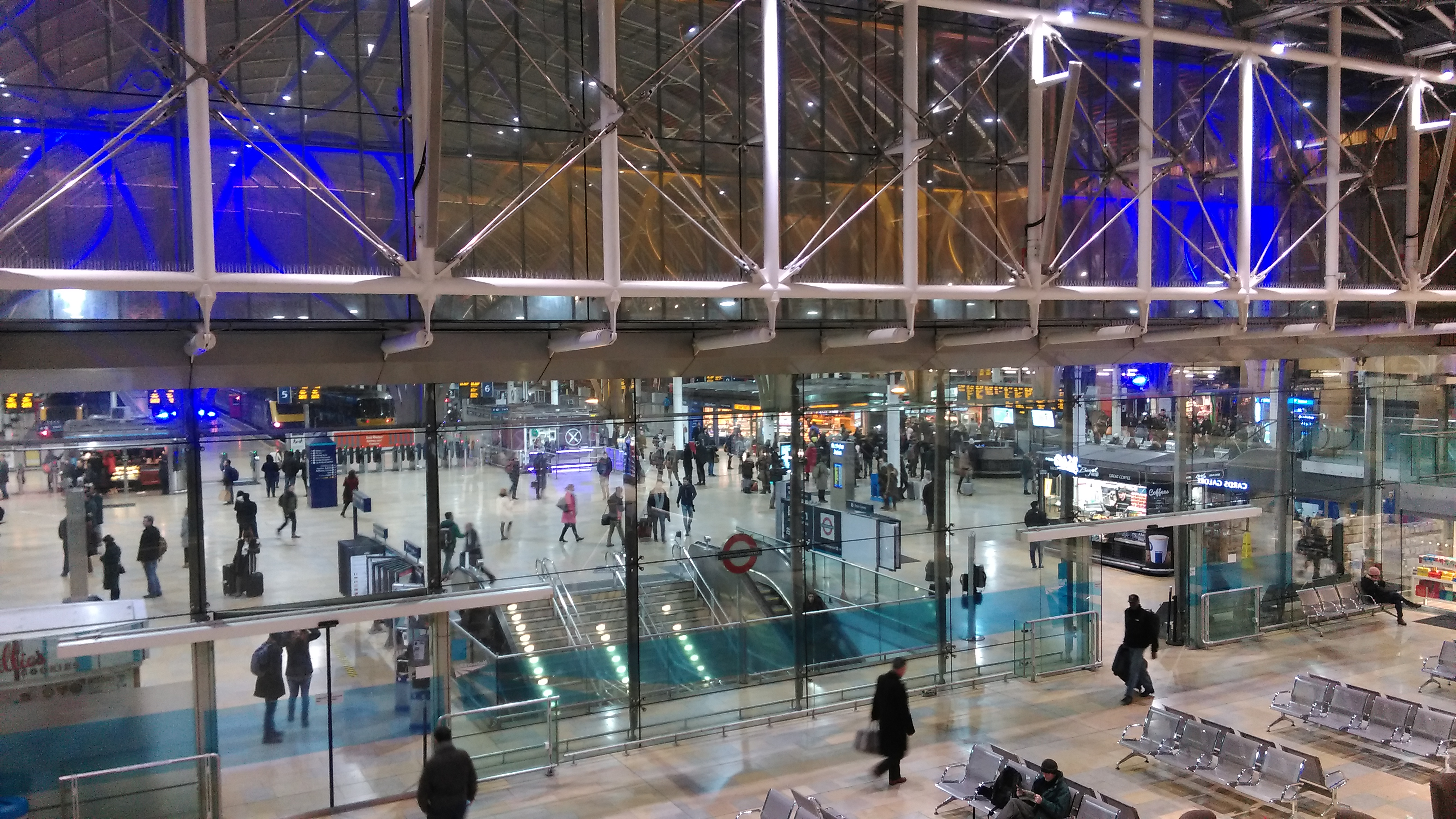
Zona centrală și de așteptare
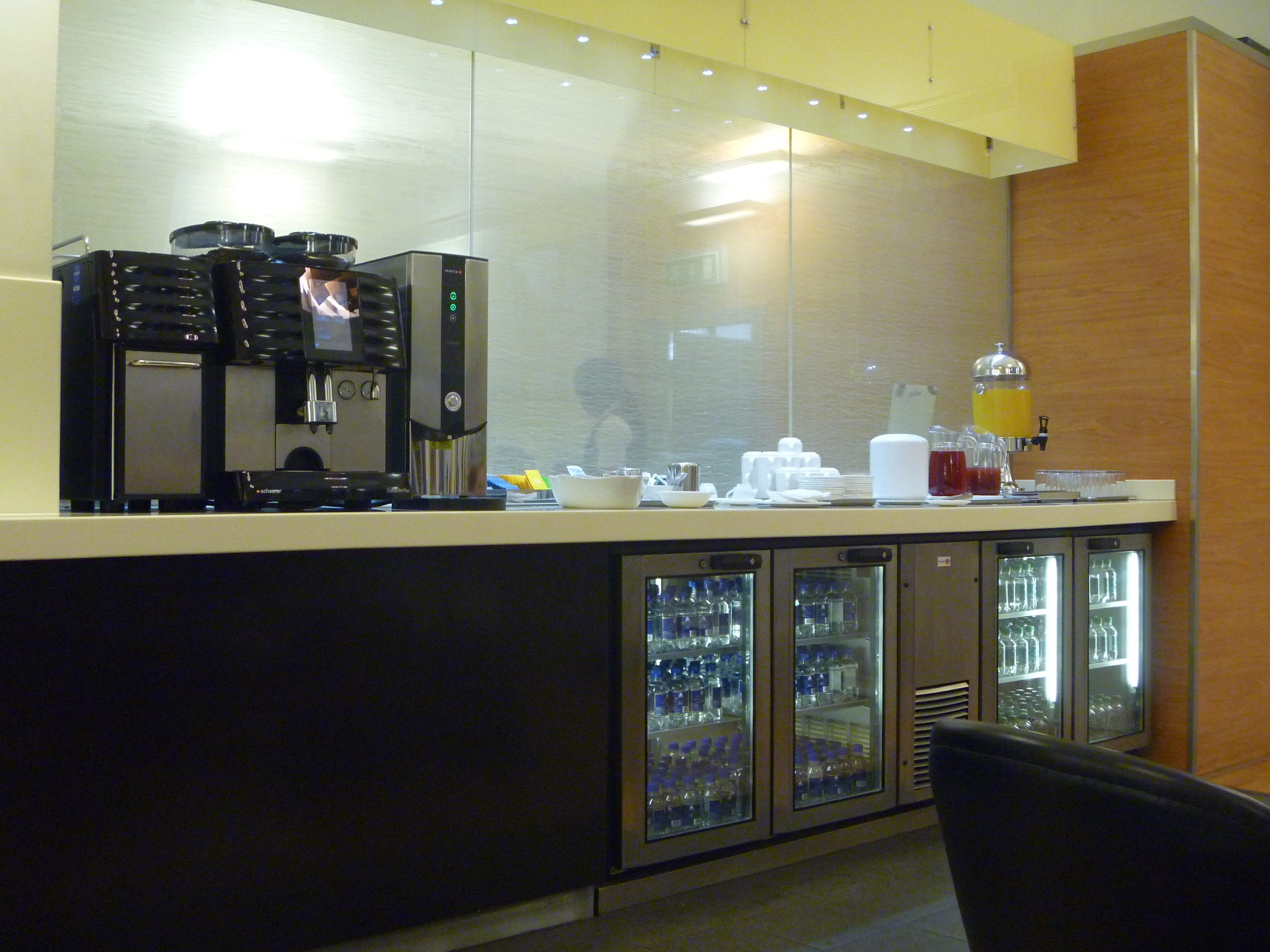
Salonul pentru clasa întâi
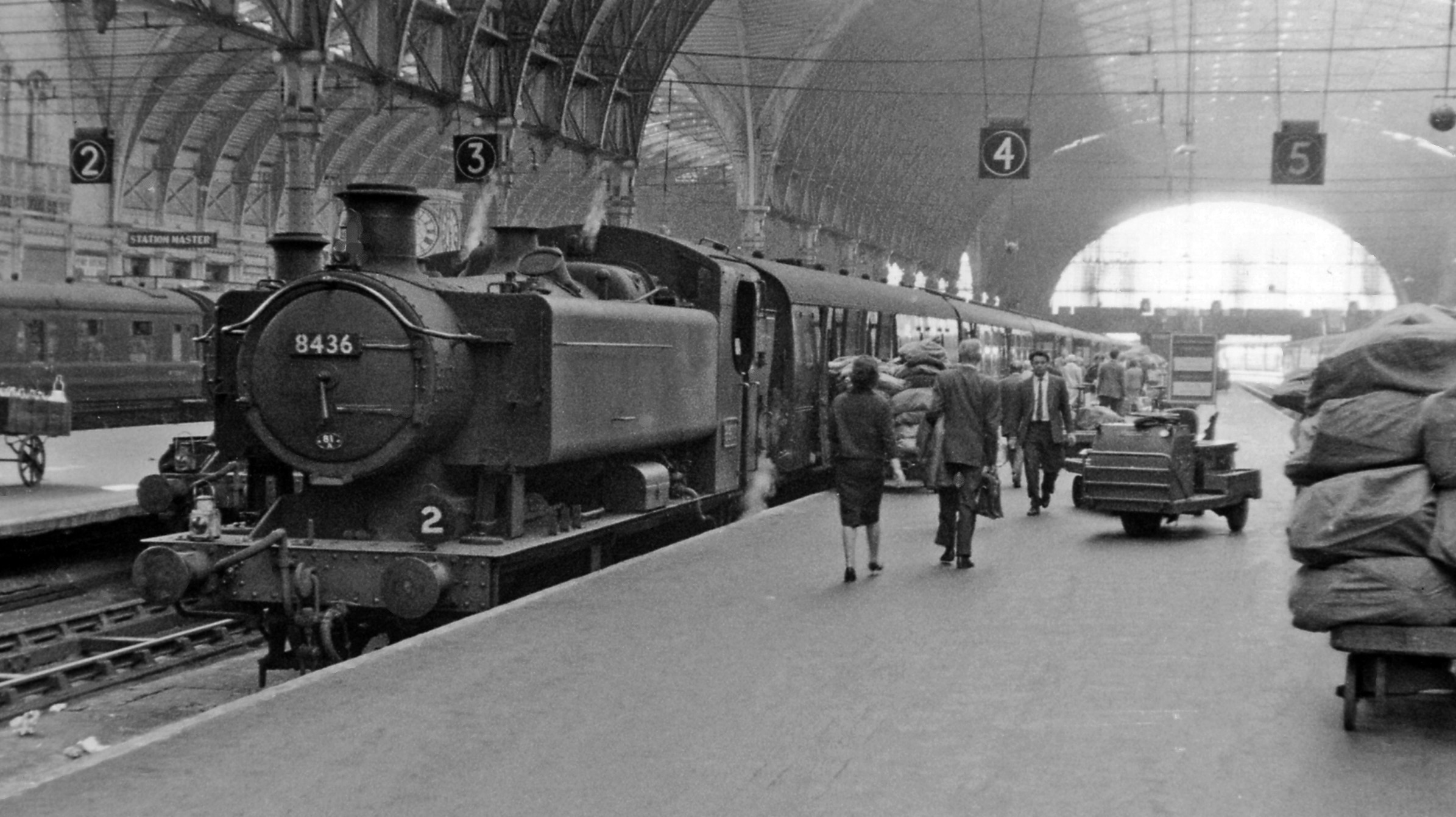
Locomotivă Pannier în 1962
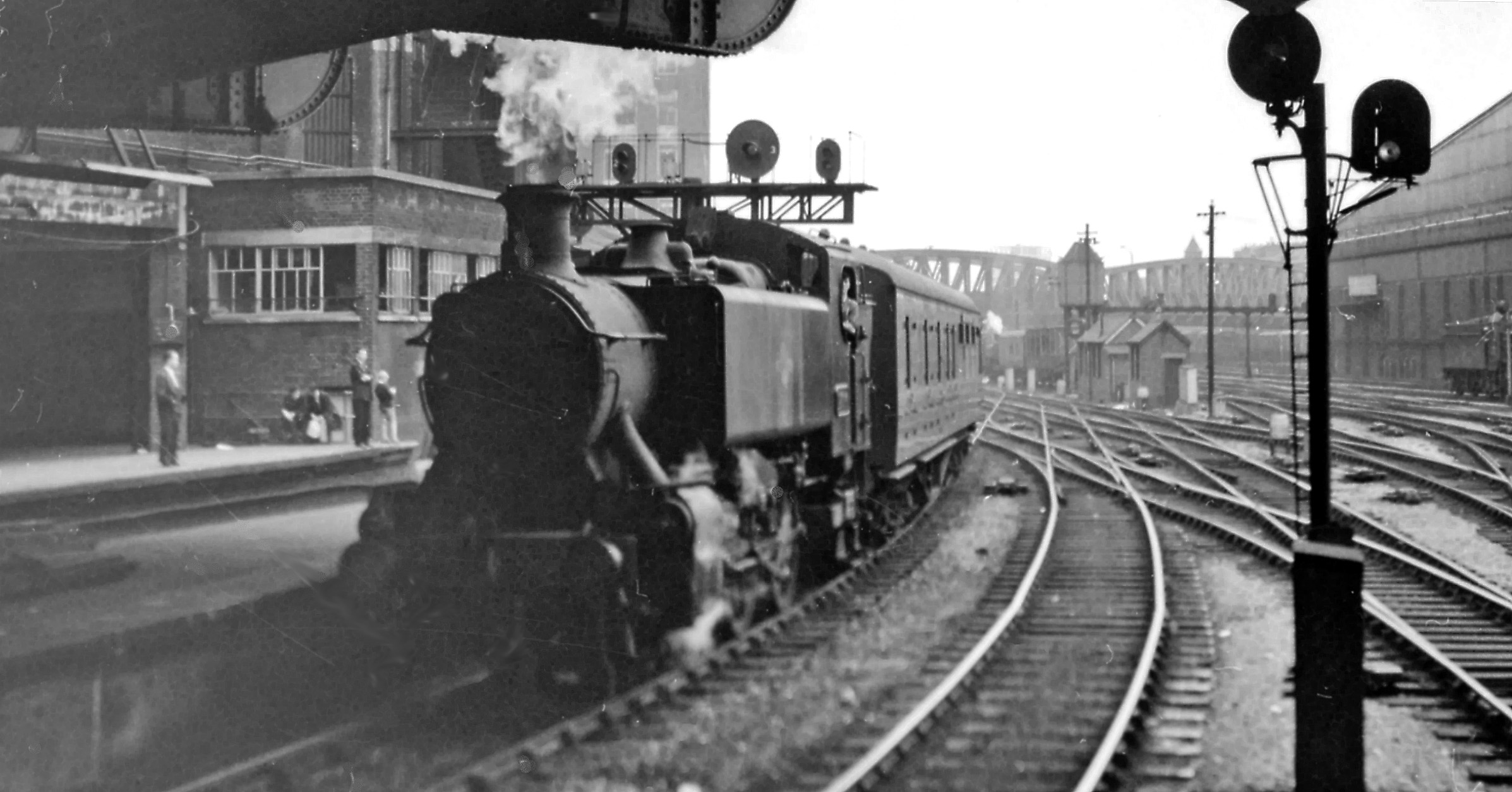
Tren gol sosind în 1962
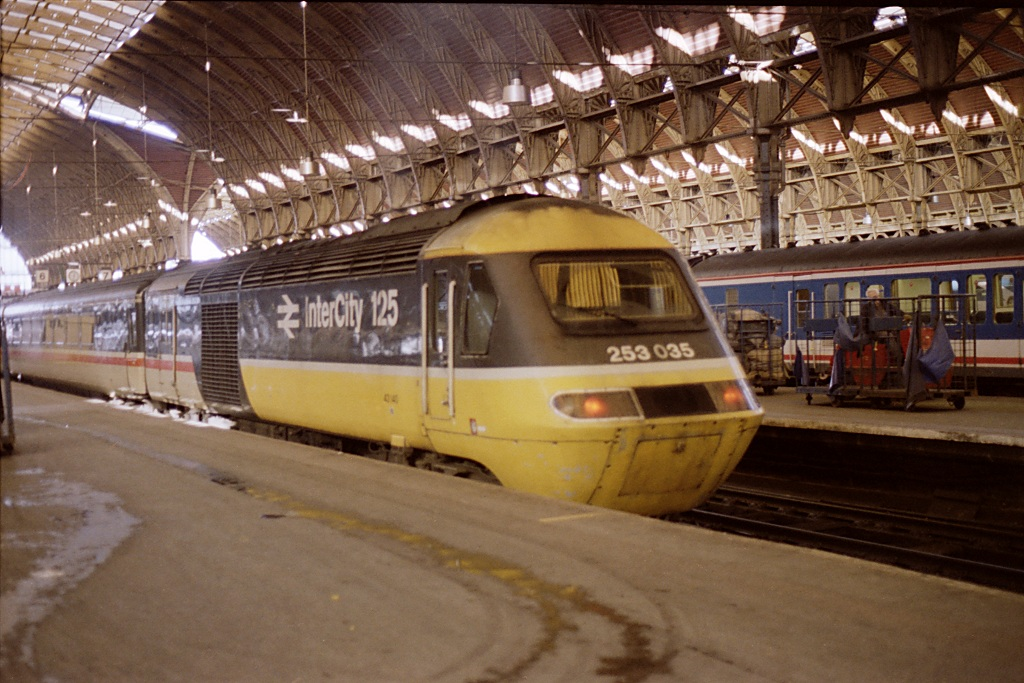
Trenul InterCity 125 la peronul 1 în 1988
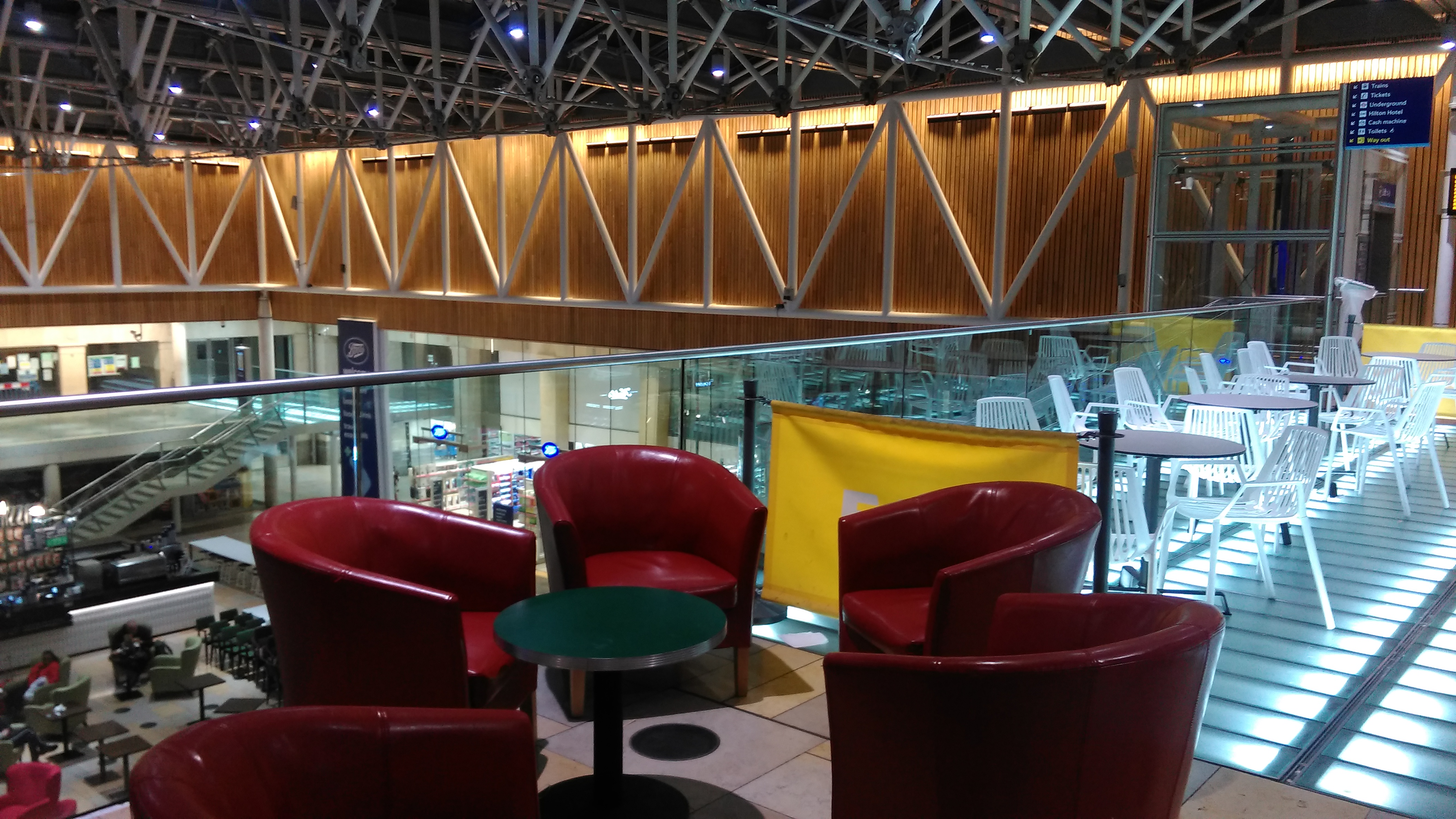
Nivelul superior din zona de așteptare
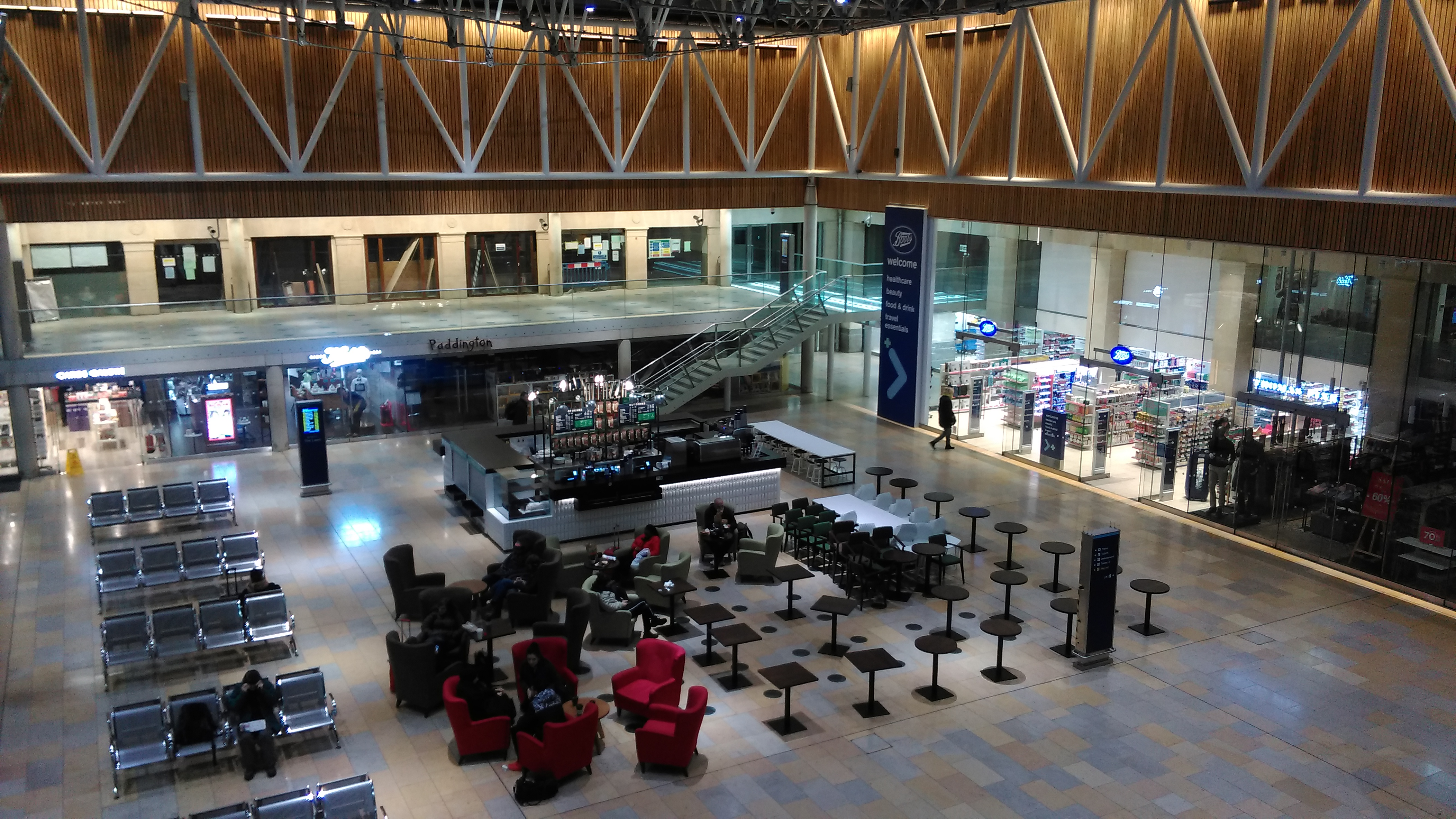
Zona de așteptare